# Pertenencia a organización criminal
La pertenencia a una organización criminal se refiere a formar parte de un grupo estructurado y jerarquizado cuyos miembros están involucrados en actividades delictivas. Estas organizaciones, también conocidas como grupos delictivos, bandas o pandillas, están dedicadas a llevar a cabo actividades ilícitas, como el tráfico de drogas, el contrabando, la extorsión, el lavado de dinero, el secuestro, la trata de personas, entre otros.
La pertenencia a una organización criminal implica estar afiliado y colaborar activamente con el grupo delictivo, participando en la planificación, ejecución o promoción de actividades ilegales. Los miembros pueden tener roles específicos dentro de la organización, como líderes, subordinados, ejecutores, informantes o proveedores de recursos. La pertenencia a estas organizaciones puede ser voluntaria o forzada, y los individuos pueden unirse por diversos motivos, como el poder, el prestigio, la protección o las ganancias económicas.
La pertenencia a una organización criminal está tipificada como un delito en la mayoría de los sistemas legales, ya que implica una participación activa en actividades ilícitas y contribuye a la perpetuación de la violencia y la inseguridad en la sociedad.

## España
La pertenencia a organización o grupo criminal es un delito tipificado en el Código Penal español. En ambos casos se trata de una agrupación de más de dos personas con el fin de cometer hechos delictivos. El Código Penal incorpora en sus artículos 570 bis y 570 ter las definiciones de estas dos figuras delictivas.
A continuación se detallan las características de cada una:
- Organización criminal: Es la agrupación de más de dos personas con una estructura organizada y estable cuyo fin es la comisión de uno o más delitos. Quienes intervienen en ésta ocupan roles definidos mediante un sistema de reparto de tareas ejecutivas. Esto significa que la complejidad organizativa implica diversidad de permanencia.[4][5]
- Grupo criminal: Es la agrupación de más de dos personas que se constituyen con el objetivo de cometer delitos. Los miembros no están organizados a través de roles y jerarquías, ni se reparten formalmente las tareas ejecutivas.[4][5][7] Las penas que se aplican por el delito de pertenencia a una organización criminal dependen del rol del miembro. Por ejemplo, los miembros con tareas de organización, coordinación, constitución o dirección pueden recibir una pena de cuatro a ocho años de prisión por los delitos graves y una pena de tres a seis años de prisión por otros delitos.[5]